# Hidroeléctrica de Cataluña
Hidroeléctrica de Cataluña, S.A., también conocida por su contracción Hidruña o por sus siglas HECSA, fue una empresa española, dedicada a la generación y distribución de energía eléctrica. Su actividad se centró en la producción hidroeléctrica, pero también tuvo participaciones en centrales térmicas y nucleares. 
Fundada en Barcelona en 1946, inicialmente fue subsidiaria de Catalana de Gas y Electricidad (actual Gas Natural Fenosa), arrendando su patrimonio eléctrico. En 1984 fue adquirida por Hidroeléctrica Española y en 1994 la mayor parte de sus activos pasaron a una filial de Endesa, Enher, que la absorbió en 1998. 

## Historia
La sociedad fue constituida el 29 de junio de 1946 por Catalana de Gas y Electricidad (CGE), junto con los bancos Urquijo e Hispano Americano, para canalizar sus actividades en el ámbito eléctrico. Catalana de Gas y Electricidad aportó a la nueva sociedad sus activos eléctricos, que incluían concesiones para la construcción de saltos de agua en el Pirineo, las acciones de Saltos del Ter, S.A. y de Compañía de Fluido Eléctrico S.A., que desde 1928 tenía arrendada la actividad eléctrica de CGE.
En los siguientes años HECSA centró su actividad en la puesta en marcha de un conjunto de centrales hidroeléctricas: Espot-Torrassa (1953), San Mauricio (1954), Esterri-Unarre (1958) y Lladres (1967) en la cuenca del Noguera Pallaresa; y Pasteral (1962), Sau (1963) y Susqueda (1967) en la cuenca del Ter.
En 1965 absorbió la Compañía de Fluido Eléctrico, subrogándose en el contrato de arrendamiento del patrimonio eléctrico de CGE. En 1968 Ricardo Margarit, histórico presidente de Hidroeléctrica de Cataluña, renunció al cargo y pasó a la presidencia de honor. Le sustituyó Pere Duran Farell, a su vez consejero delegado de Catalana de Gas y Electricidad.
En los años 1960 el crecimiento económico español y el aumento de la demanda eléctrica llevó a Hidruña a buscar nuevas fuentes energéticas, más allá de los saltos de agua. En 1967, junto a Enher, construyó una central térmica de 150 MW en San Adrián de Besós, denominada Besós I. En 1968 HECSA y Enher constituyeron al 50% la sociedad Térmicas del Besós (TERBESA) para administrar esta central y un segundo grupo, Besós II, inaugurado en 1972, además de otras instalaciones térmicas como la central de Foix, conectada en 1979. Hidruña también formó parte, con un 23%, de Hispano Francesa de Electricidad (Hifresa), un consorcio de empresas integrado por Electricité de France y las otras grandes eléctricas catalanas, FECSA y Enher, para construir la primera central nuclear catalana y tercera española, Vandellós I, que entró en servicio en 1972.

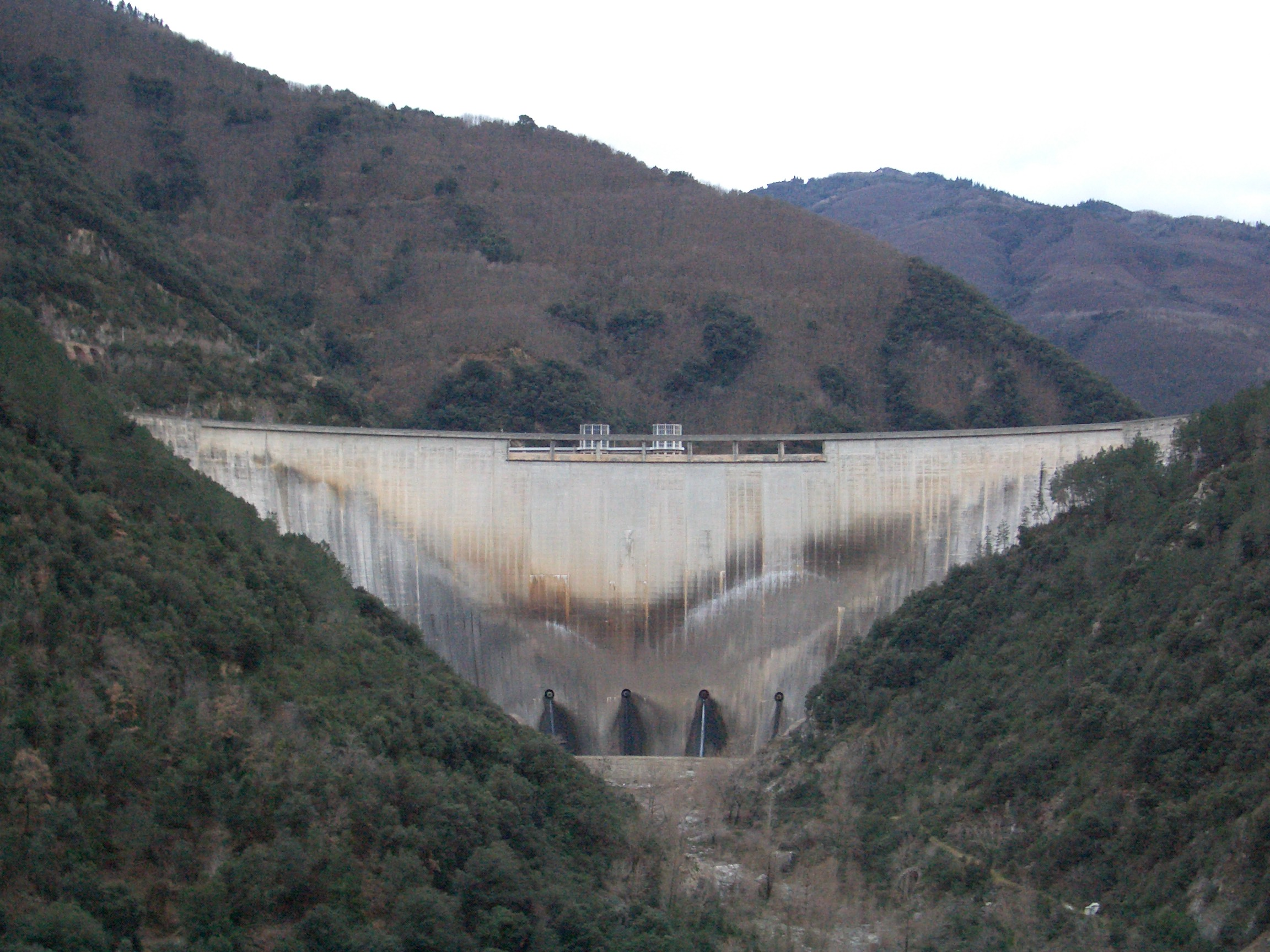
La presa de Susqueda, una de las obras hidroeléctricas destacas de HECSA en la cuenta del Ter.

Con la introducción del gas natural en España, CGE centró su estrategia en este mercado y se desprendió de la mayor parte de sus activos eléctricos, que traspasó a Hidroeléctrica de Cataluña en 1976. En los años 1980 continuó invirtiendo en la puesta en marcha de nuevas nucleares (15% en Ascó I y 28% en Vandellós II) y la compañía empezó a acumular pérdidas. A raíz de la reordenación del sector energético propiciada desde el Ministerio de Industria, Pedro Duran negoció con Endesa una posible fusión con su filial catalana, Enher, aunque la operación no prosperó. Finalmente llegó a un acuerdo con Hidroeléctrica Española (Hidrola), que en diciembre de 1984 realizó una OPA sobre Hidruña, pasando a controlar en 97% del capital. En 1985 José María Oriol, presidente de Hidrola, sustituyó en la presidencia de Hidruña a Pere Duran Farell —nombrado presidente honor— y poco después le sucedió su hijo, Íñigo Oriol.
A principios de los años 1990 empezaron los movimientos para la creación de un holding eléctrico catalán, que aglutinase a FECSA, Enher y HECSA. Finalmente, en 1993 la empresa pública Endesa e Iberdrola, sucesora de Hidrola, llegaron a un acuerdo de intercambio de activos, que incluía los saltos y el mercado eléctrico de HECSA. Para llevar a cabo la operación, Hidroeléctrica de Cataluña segregó todos sus activos de generación y distribución eléctrica, salvo los nucleares, a una sociedad filial, Saltos del Ter, que cambió su razón social a Hidroeléctrica de Cataluña I (Hidruña 1). En 1994 Endesa, a través de su filial Enher, adquirió el 55% de Hidruña 1 y en 1995 tomó el control del 100% del capital. La primitiva sociedad Hidroeléctrica de Cataluña, que se quedó únicamente con las participaciones en las centrales nucleares de Ascó y Vandellós, fue absorbida por Iberdrola en septiembre de 1994; el canje de títulos fue de tres acciones de Hidruña por cinco de Iberdrola. Por su parte, Hidruña 1, que en 1996 pudo recuperar la denominación histórica, también desapareció definitivamente, el 7 de julio de 1998, con la fusión por absorción por Enher. Un año después, Endesa hizo lo propio con sus filiales, entre ellas la propia Enher.

## Participaciones y filiales
En 1994, antes de segregar sus activos y ser absorbida por Iberdrola, Hidroeléctrica de Cataluña contaba con las siguientes filiales y participaciones en otras empresas:
- Hidroeléctrica El Pasteral S.A., HIPASA (100%)
- Hispano-Francesa de Energía Nuclear S.A., HIFRENSA (23%)
- Hitcasa S.A. (50%)
- Redes de Energía S.A. (50%)
- Saltos del Ter S.A. (100%)
- Térmicas del Besós S.A., TERBASA (50%)

Tenía también con una participación del 15% en la central nuclear de Ascó I. Anteriormente, en 1988, había traspasado a Hidrola su participación del 28%  en Vandellós II.

## Sedes

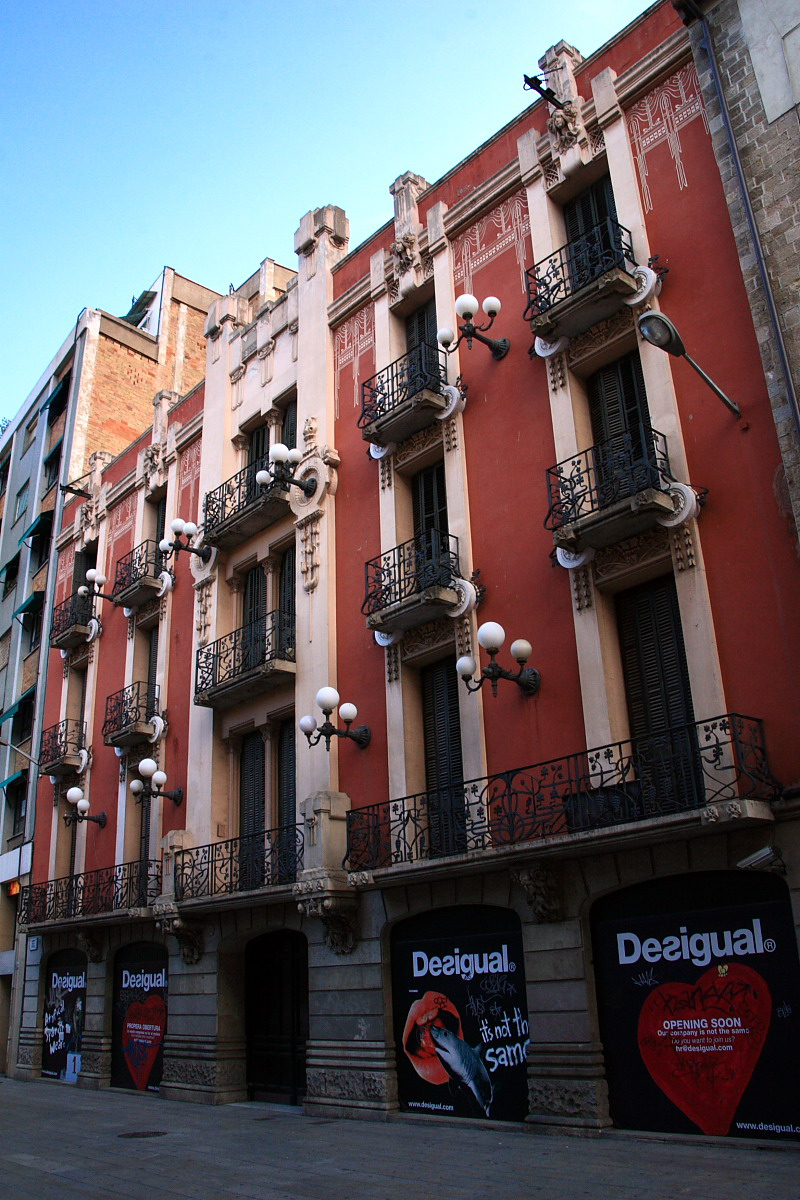
Edificio de la calle Arcs de Barcelona, sede histórica sede de HECSA.

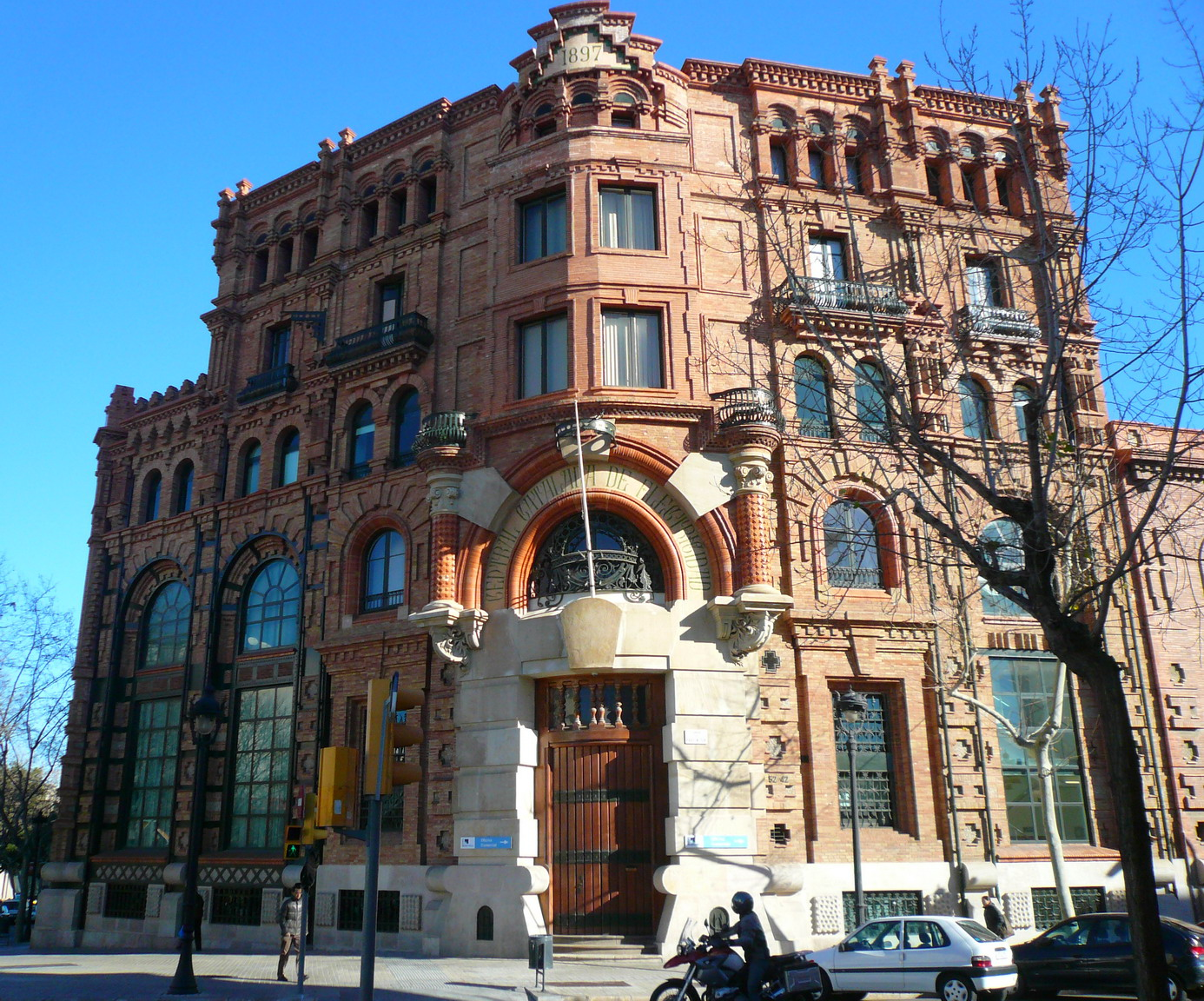
Antigua Central Vilanova, reconvertida en sede de HECSA en los años 1980.

Inicialmente la sede de Hidroeléctrica de Cataluña estaba ubicada en el número 10 de la calle Arcs, en el centro histórico de Barcelona. El edificio, de estilo secessionsstil, fue construido entre 1903 y 1905 por el arquitecto Arnau Calvet y actualmente está catalogado como Bien Cultural de Interés Local. Originalmente fue la sede de la Central Catalana de Electricidad y posteriormente pasó a Catalana de Gas y Electricidad, que a partir de 1946 lo arrendó a HECSA.
En 1976, cuando CGE traspasó todos sus activos eléctricos a HECSA, incluyó esta sede y la Central Vilanova, antigua central térmica ubicada en la Avenida Vilanova de Barcelona. Este edificio industrial, de estilo modernista, había sido construido por la Central Catalana de Electricidad entre 1896 y 1899, según un proyecto de Pedro Falqués. Entre 1977 y 1980 Hidroeléctrica de Cataluña reformó la inactiva central térmica para convertirla en oficinas. En 1987 Catalana de Gas recompró el edificio de la calle Arcs y HECSA trasladó su sede al edificio de la Avenida Vilanova, que está protegido como Bien Cultural de Interés Local.